# Wiesław Baska
Wiesław Baska (ur. 7 maja 1937 w Dziurowie) – polski rolnik i polityk, poseł na Sejm PRL VIII kadencji.

## Życiorys
Uzyskał wykształcenie zasadnicze zawodowe. Był członkiem prezydium Wojewódzkiego Komitetu Zjednoczonego Stronnictwa Ludowego w Tarnobrzegu, prezesem kółka rolniczego oraz radnym Gminnej Rady Narodowej. W latach 1980–1985 pełnił mandat posła na Sejm PRL VIII kadencji w okręgu Tarnobrzeg. Zasiadał w Komisji Górnictwa, Energetyki i Chemii, Komisji Pracy i Spraw Socjalnych oraz w Komisji Górnictwa, Energetyki i Wykorzystania Zasobów Naturalnych.
Otrzymał Odznakę Wzorowego Rolnika.